# Розовые и Белые террасы
Розовые террасы (Отукапуаранги, с маори — «фонтан облачного неба») и Белые террасы (Те-Тарата, с маори — «татуированная скала») — две группы террас в Новой Зеландии. До XIX века располагались на берегу озера Ротомахана и являлись одним из чудес природы. Считалось, что они полностью разрушены извержением вулкана Таравера в 1886 году, но в 2011 году на дне озера были обнаружены два каскада от Розовых террас. Некоторыми современниками Розовые и Белые террасы назывались «Восьмым чудом света».

## Описание

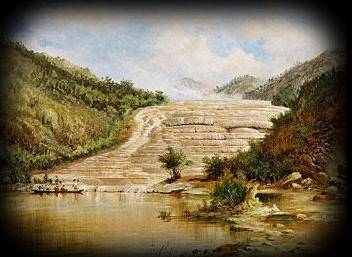
Розовые террасы, 1884 год

Террасы были расположены на краю озера Ротомахана, около Роторуа, где находился наиболее известный в начале 1880-х годов туристический центр Новой Зеландии. Террасы привлекали большое количество людей, несмотря на то, что в то время путь до Новой Зеландии занимал несколько месяцев на парусном судне.
Розовые и Белые террасы были единственным примером травертиновых террас в Новой Зеландии. Они были сформированы горячими геотермальными водами, которые содержали относительно большую концентрацию растворённого гейзерита. Геотермальные воды регулярно поступали из двух гейзеров рядом с озером Ротомахана и каскадами ниспадали по склону холма, оставляя толстые белые и розовые слои кремнезёма, которые и сформировали террасы с небольшими водоёмами. Белые террасы были больше, были более красивыми и живописными и покрывали площадь около трёх гектаров. Розовые террасы были меньше и туристы предпочитали совершать омовения в них.

## Разрушение
Считается, что террасы были разрушены около 3 часов ночи 10 июня 1886 года, когда произошло извержение вулкана Таравера. Извергнутые массы распространились с расстояния 5 километров с севера от озера Ротомахана до непосредственно террас. Вулкан извергал горячую грязь и раскалённые валуны. Чёрный пепел через разлом поперёк горы, который достиг 17 километров, пересёк озеро и дошёл до долины Уаимангу. Извержение также погребло под собой несколько деревень, в частности деревни маори и европейское поселение Те-Ваироа. Всего погибло около 120 человек.
После извержения на месте террас образовался кратер более 100 метров глубиной. Через несколько лет кратер заполнился водой, сформировав новое озеро Ротомахана, расположенное на 30 метров выше, и которое намного больше, нежели исходное озеро.

## Переоткрытие
В начале 2011 года группа исследователей из GNS Science, Woods Hole Oceanographic Institution, Lamont-Doherty Earth Observatory и Waikato University картировали дно озера и обнаружили остатки розовых террас. Два нижних уровня террас были найдены в первозданном виде и месте на глубине 60 метров. Неясно, разрушены ли остальные ярусы или они остались целыми и просто похоронены под слоем пепла.

## Схожие геологические образования
- Геотермальные зоны Йеллоустона[англ.] в США.
- Памуккале в Турции.
- Хуанлун
- Бадаб-е Сурт в Иране.
- Сатурния в Италии.